# Trevor Immelman
Trevor John Immelman (født 16. december 1979) er en sydafrikansk golfspiller, der opnåede sit hidtil største resultat, da han vandt 2008-udgaven af US Masters.
Trevor Immelman blev født i Cape Town og prøvede første gang at spille golf som femårig. I 1999 blev han professionel og spillede på den europæiske Challenge Tour, indtil han i 2001 fik plads på Europatouren. Han har siden vundet fire turneringer på denne tour, heriblandt to år i træk South African Open (2003 og 2004). Han har også vundet tomandsturneringen for landshold sammen med Rory Sabbatini (2003), men den største sejr fik han, da han på Augusta-banen højst overraskende vandt US Masters med tre slag foran forhåndsfavoritten Tiger Woods. Immelman tog imidlertid føringen fra førstedagen og var med 11 slag under banens par tre slag bedre end den næstbedste efter tredjedagen. Da samtidig Woods ikke havde en af sine bedste turneringer, gjorde det ikke noget særligt, at Immelman på sidstedagen måtte nøjes med en score på tre over par. 